# Arconate
Arconate là một đô thị ởtỉnh Milano ở vùngLombardia, khoảng 25 km về phía tây bắc củaMilano. Đến thời điểm 31 tháng 12 năm 2004,dân số đô thị này là 5.871 người, diện tích là8.3 km².
Arconate giáp các đô thị:: Dairago, Buscate, Busto Garolfo, Inveruno, Cuggiono.